# Erythroselinum
- Commons
- Wikispecies

Erythroselinum é um género botânico pertencente à família Apiaceae.